# P型小惑星
P型小惑星(P-type asteroid)は、低いアルベドと特徴のない赤みがかった電磁スペクトルを持つ小惑星の分類である。有機物の豊富なケイ酸塩、炭素、無水ケイ酸塩で構成され、内部には恐らく水の氷が存在すると推定されている。P型小惑星は、小惑星帯外縁部以遠で見つかる。

## 分類学
小惑星の分類の初期のシステムは、1975年にデイヴィッド・トーレンの博士論文を基礎として確立された。これは、110個の小惑星の観測に基づくものであった。C型小惑星とS型小惑星の分類に当てはまらないスペクトルを持つものの雑多な分類として、U型小惑星という分類が用いられた。1976年、中程度の値のアルベドを持つU型小惑星のいくつかがM型小惑星とされた。
1981年頃、M型小惑星と区別できないスペクトルを持つが、M型小惑星の基準に満たない低いアルベドを持つ小惑星が発見された。これらは当初、X型小惑星とされたが、後にDM型、PM型とされ、P型小惑星として新しい分類とされることになった（Pは"pseudo-M"を表す）。

## 性質
P型小惑星は、非常に低いアルベド(pv<0.1)を持つ太陽系で最も暗い天体で、炭素質コンドライトに似て有機物が豊富である。色は、S型小惑星よりも赤みがかっており、スペクトルの特徴はない。この色は恐らく、ケロゲンに関連する有機化合物に由来する。P型小惑星の反射スペクトルは、Cl型31%、CM型49%の炭素質コンドライトと20%のタギシュ・レイク隕石を加えたものを熱変質と宇宙風化させることで再現することができる。
太陽から2.6天文単位以遠の小惑星帯外側は、低いアルベドのC型、D型、P型小惑星で占められている。これらは、構成物質が液体の水による変成を受けている始原的な小惑星である。P型小惑星の分布は、軌道距離4天文単位にピークがある。P型小惑星に分類される小惑星の例としては、ヘスティア、キュベレー、フレイア、シルヴィア、ヒルダ、ヘドウィグ等がある。